# Manayunkia cursoria
Manayunkia cursoria är en ringmaskart som först beskrevs av Jean Louis Armand de Quatrefages de Bréau 1866. Enligt Catalogue of Life ingår Manayunkia cursoria i släktet Manayunkia och familjen Sabellidae, men enligt Dyntaxa är tillhörigheten istället släktet Manayunkia och familjen Sabellariidae. Arten har ej påträffats i Sverige. Inga underarter finns listade i Catalogue of Life.